# Ioannis Milionis

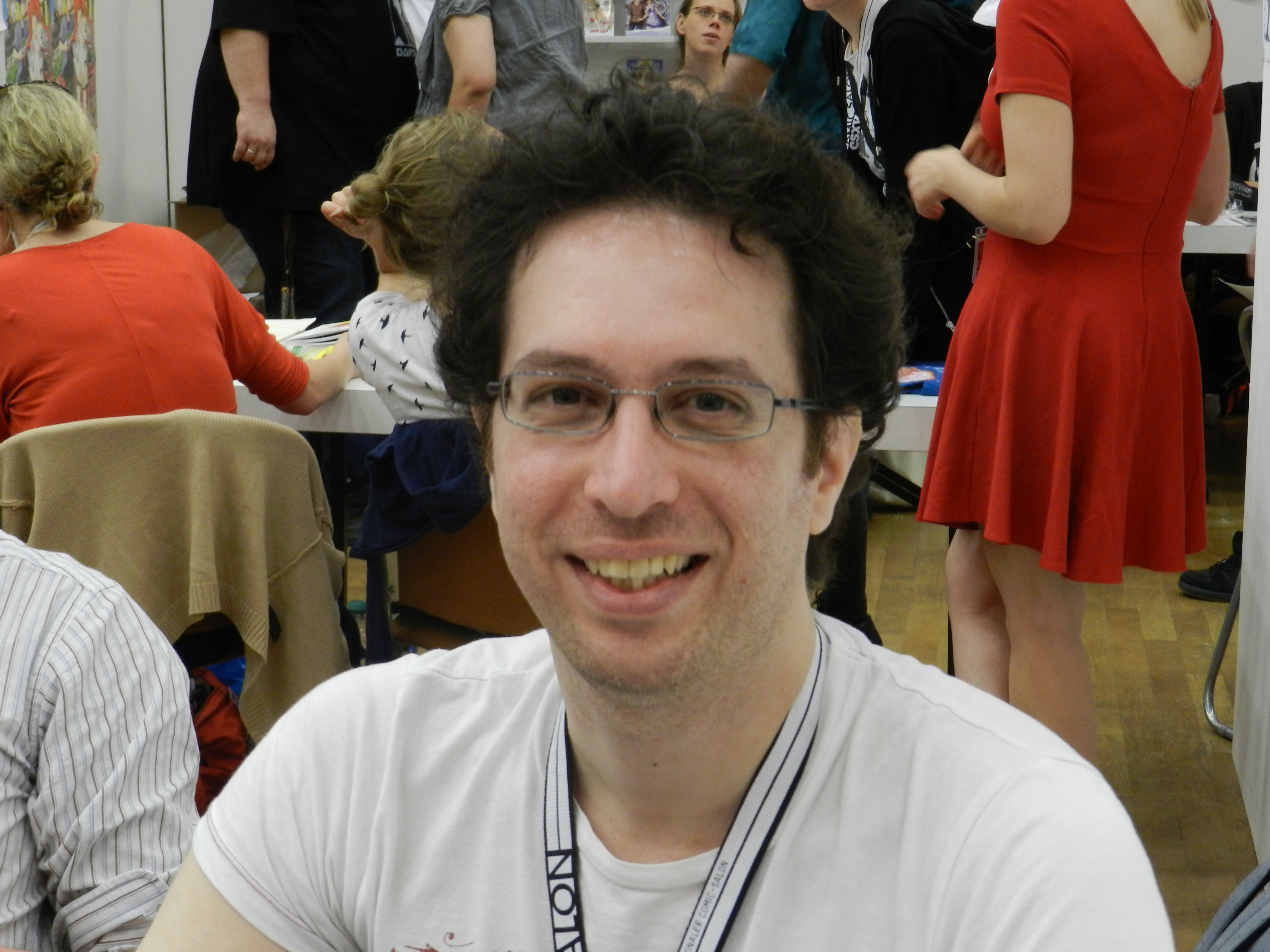
Ioannis Milionis auf dem Comic-Salon Erlangen 2012

Ioannis Milionis (* 1972 in Iserlohn) ist ein in Deutschland aufgewachsener und lebender Cartoonist und Comiczeichner griechischer Herkunft.

## Leben
In den Jahren 1992 bis 2004 entwickelte und zeichnete er vier Comicstrip-Serien für verschiedene regionale Zeitungen und Magazine, die zusammen über 520 Folgen erreichten, dazu diverse Cartoons, Karikaturen und Illustrationen. Ende 2004 legte er aus persönlichen Gründen eine Schaffenspause ein, die er erst im Juli 2007 beendete und eine eigene Homepage eröffnete mit von ihm gezeichneten Comicstrips in Deutsch und Englisch. Im Gegensatz zu den hauptsächlich schwarz-weißen Comicstrips vergangener Jahre, liegt der Schwerpunkt seiner Arbeit nun auf farbigen Cartoons. Als Zeichen seiner neuen Schaffensperiode signiert der Künstler seine aktuellen Werke nicht mehr mit dem Kürzel seines Vornamens, sondern mit der Abkürzung seines Nachnamens: mil.
Seine bunten und oft schwarzhumorigen Cartoons erscheinen nicht nur mehrmals wöchentlich neu auf seiner eigenen Homepage, sondern auch auf vielen anderen Websites. Abgedruckt wurden sie regelmäßig bis 2008 im Schweizer Studentenmagazin Unikum und einzelne Cartoons sind auch in den neuesten Ausgaben der Comicmagazine Plop und Wieselflink zu finden. Milionis ist auch auf verschiedensten Comic Festivals wie unter anderem dem Comic-Salon Erlangen vertreten.

## Werke (Auswahl)

### Comicstrip
- Knuffel (1992–1995)
- Ratte&Co (1994)
- Rattenbande (1995–2001)
- Bodo (1999–2004)

### Einzelarbeiten
- Filmschreiben (Anthologie herausgegeben von Gunther Salje, mit Texten und Illustrationen von Ioannis Milionis)
- Comicforum Kalender 2008 (Gemeinschaftsprojekt)
- PLOP Nr.80 (Comicmagazin)
- Wieselflink 01/08 (Comicmagazin)

### Bücher
- Mitwirkung in Fiese Bilder 2, Lappan Verlag, ISBN 3-8303-3250-5, März 2010
- Mitwirkung in Beste Bilder 1, Lappan Verlag, ISBN 3-8303-3257-2, November 2010
- Mitwirkung in Sensenman, Lappan Verlag, ISBN 3-8303-3273-4, Januar 2011
- Mitwirkung in Fiese Bilder 3, Lappan Verlag, ISBN 3-8303-3274-2, März 2011

## Trivia
Am 21. November 2011 erreichte Milionis bei einem Monopoly Spiel Wettbewerb, welches vom Hersteller Parker in Frankfurt am Main veranstaltet wurde, den Dritten von insgesamt 17 Plätzen. Infolge des daraus resultierenden medialen Interesse an ihm wurde er unter anderem in Das Streiflicht der Süddeutschen Zeitung vom 23. November 2011 erwähnt.